# 陶墨画
陶墨画（とうぼくが、英: Toubokuga）は、西元祐貴が陶土の板に釉薬で描き、高温で焼き上げる陶板画のことである。

## 概要
西元祐貴が陶土の板に釉薬で描き、高温で焼き上げる。
陶墨画には、独自に開発された墨に近い特殊な釉薬のインクが用いられる。

完全に乾燥させた後、窯で焼く。
最初の焼成は1000℃。窯出しして再び色を重ね、乾燥させた後、窯で焼く。この作業を納得いくまで繰り返す。
最終の焼成では透明釉薬をかけ、1200℃で焼き締めて完成する。
独特の躍動感ほとばしるタッチに、不規則で神秘的な表情が加わる。和紙の作品では見ることができなかった、独自の新しいアート作品である。